# Neusiedl (Gemeinde Hernstein)
Neusiedl ist eine Ortschaft und eine Katastralgemeinde in der Marktgemeinde Hernstein in Niederösterreich mit 187 Einwohnern (Stand 1. Jänner 2024).
Neusiedl wurde 1374 erstmals als Newsidl erwähnt. Damals war der Ort noch eine eigene Herrschaft; 1380 war Neusiedl nach Hernstein inkorporiert und wurde zugleich mit Hernstein an den Landesfürsten verkauft. In Neusiedl waren 1590 elf Häuser verzeichnet und zwei weitere lagen in der Rotte Steinhof. 1795 ist der Ort auf 16 Häuser angewachsen, zu den elf Bauernhäusern gesellten sich fünf weitere Kleinhäuser.
Erwähnenswert ist, dass Arthur Krupp um 1880 an der Stelle eines abgebrannten Bauernhofes einen Musterhof errichten ließ, um damit die Landwirte eine bessere Bauweise zu lehren.